# Treguajantes
Treguajantes es una aldea deshabitada que pertenece al municipio de Soto en Cameros de la comunidad autónoma de La Rioja (España). Se sitúa en una ladera sobre el barranco de San Blas, en pleno corazón del Camero Viejo. Tiene varias casas restauradas que son habitadas en verano.

## Economía
La localidad, como todo Cameros, se ha dedicado históricamente al pastoreo trashumante, tenían ovejas churras y merinas, y algunas vacas para la labranza. Por la zona también se cazaban perdices y liebres, así como algo de caza mayor.
Al pueblo le llegó escasamente la era industrial mediante una serie de telares de paños y balletas, algunos tornos de hilar para las fábricas de Soto de Cameros y un molino harinero.
Esta pobre economía casi de subsistencia, unida a sus malas comunicaciones (hasta 1985 no se realizó la carretera actual de acceso, siendo su único acceso un sendero de herradura por la montaña desde Soto) fueron las razones principales por las que sus habitantes emigraron durante todo el siglo XIX y más masivamente durante las primeras décadas del siglo XX.

## Patrimonio
- Iglesia de San Martín: La Iglesia de San Martín es de estilo barroco de trazas madrileñas. La primera piedra fue colocada el 22 de abril de 1675, siendo bendecida la primera piedra. Aunque la primera misa data del 3 de marzo de 1760, siendo la Iglesia completamente terminada el 22 de abril de 1767. Fue construida gracias al patrocinio de don Francisco Javier Sánchez Cabezón, obispo de Astorga, y natural de Treguajantes y con gran poder político y económico en el pueblo. Es un gran edificio construido en mampostería, de una sola nave con crucero y cabecera rectangular. El crucero se cubría con una cúpula con linterna sobre pechinas, y el resto, con bóvedas de lunetos sobre arcos de medio punto y pilastras toscanas, todas ellas decoradas con molduras de yeso. A los pies, contaba con un gran coro alto sobre lunetos, hoy por hoy, hundido. Sobre el brazo norte hay una capilla con cúpula, dedicada antiguamente a San Francisco, con una inscripción en la zona exterior explicando el origen de la Iglesia. Esta cúpula está realizada en una escala menor de la cúpula central. Como curiosidad, la capilla está a la misma altura que el pilón de Las Fuentes, situadas en el exterior del pueblo. En el lado sur se encuentra la sacristía, que se cubría con lunetos y cuenta con una pila donde los sacerdotes lavaban sus manos, y el contenido de dicha pila desembocaba en la fachada trasera. Dentro, contaba con siete altares, un retablo, una pila, dos cálices, uno de plata y otro de oro, un borriquito de oro, cuatro lámparas en forma de araña de las que colgaban cristales llamados “de siete colores”. En el alto del campanario, se encontraban dos campanas y un campanillo. Cuenta con dos puertas, una al lado sur, y otra en la zona norte, protegidas por amplios pórticos de medio punto. La torre campanario se sitúa a los pies en el centro. Es de cuatro tramos, los tres primeros cuadrados y el último octogonal cubierto por un chapitel de madera y pizarra. En años 70, con el abandono del pueblo, la Iglesia se utilizó como establo. Por lo que se descuidó, y comenzó a acumular maleza y estiércol. Gracias al entusiasmo de los carameños, que con esfuerzo están logrando que la Iglesia poco a poco recupere su esplendor. Limpiando su interior, reconstruyendo las escaleras del campanario, y restaurando la cúpula central.[1]

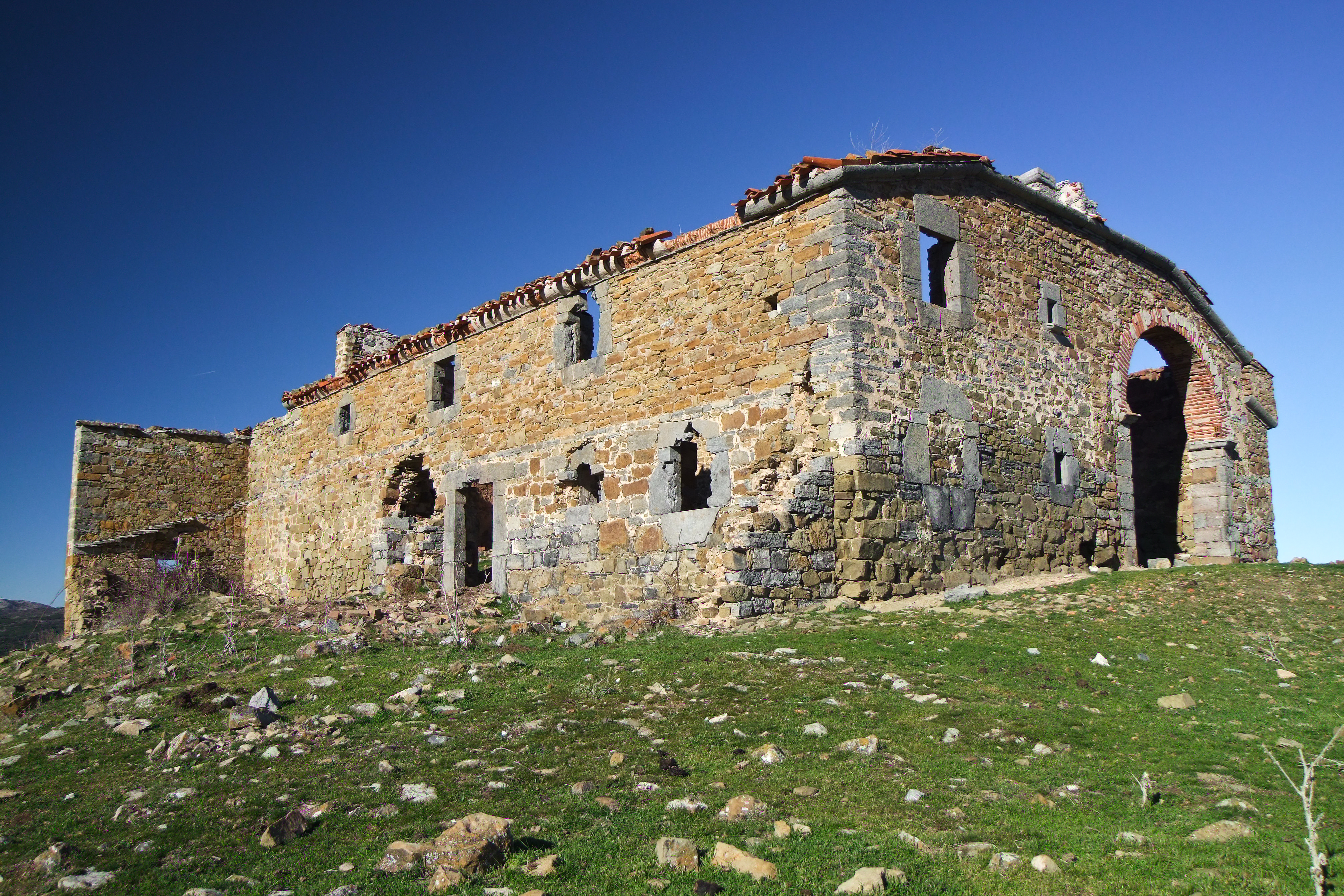
Ermita de Serrias.

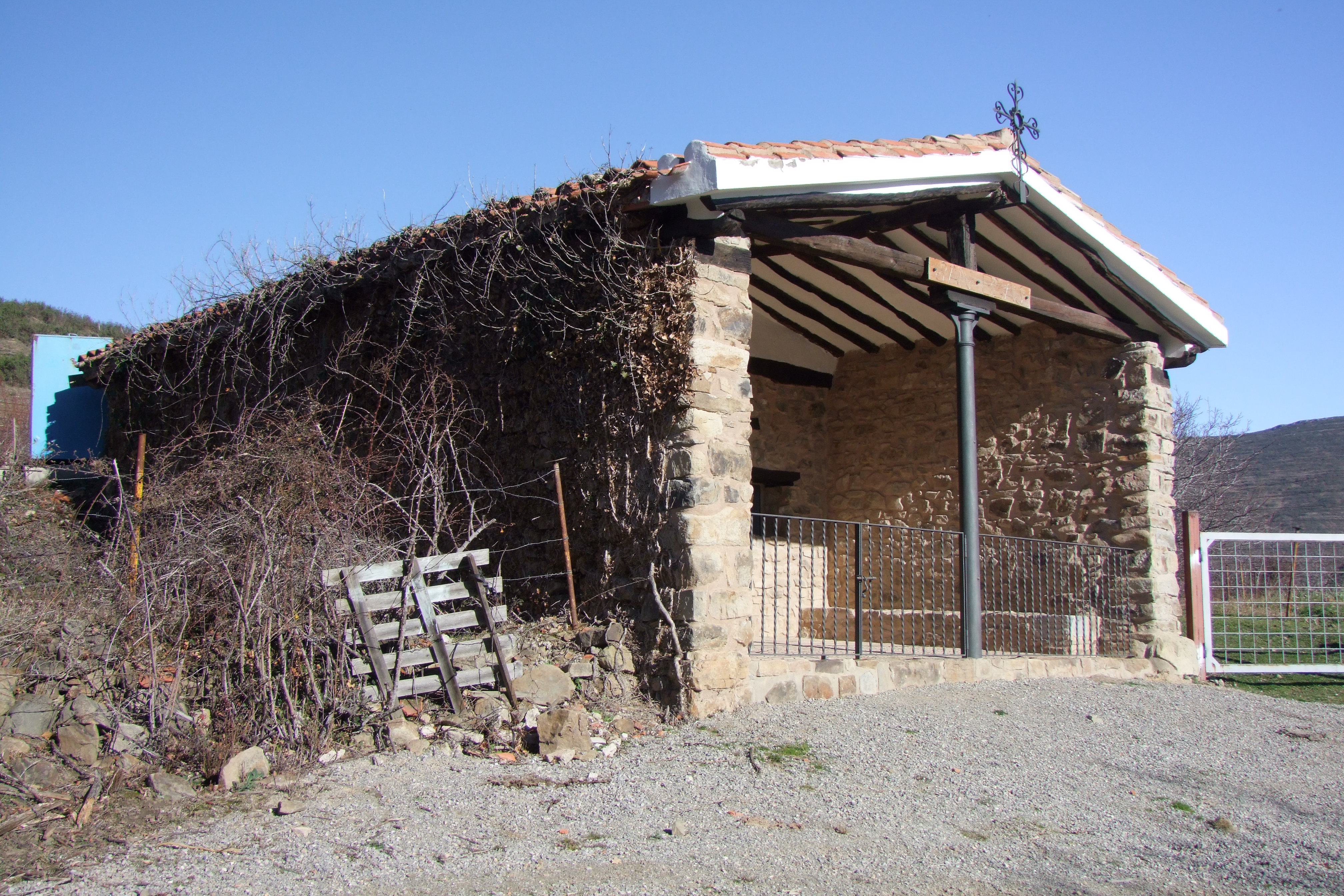
Ermita de San Blas.

- Ermita de Serrias.[2]

- Ermita de San Blas.[2]